# 細姬春蟬
細姬春蟬（学名：Euterpnosia gina）为蟬科姬春蟬屬下的一个种，成蟲於每年4至7月出沒，常見於南投埔里、花蓮蓮花池、高雄（桃源區藤枝、六龜區扇平）等地的雜木林，有齊鳴與夜間趨光性之行為，公蟬體長約22—23（0.87—0.91英寸），母蟬體長約18—21（0.71—0.83英寸），體態特徵類似高士佛姬春蟬，但胸部的X字型隆起下方的腹板為黑色，腹節背板的黑色橫紋與黑斑較粗，臺灣特有種。